# Volkswagen Jetta VI
Volkswagen Jetta VI er en bilmodel fra Volkswagen i den lille mellemklasse. Det er sjette generation af Volkswagen Jetta, og blev første gang præsenteret for offentligheden den 15. juni 2010 på Times Square i New York City. Modellen vil blive introduceret i Europa i starten af 2011.

## Overblik
Karrosseriet på sjette generation af Jetta er vokset ca. ni centimeter i længden, mens højde og bredde er på niveau med forgængeren, Jetta V. Gennem den med syv centimeter forlængede akselafstand har passagererne på bagsædet mere benplads til rådighed. I modsætning til forgængerne er karrosseriet en egenudvikling, og deler ingen byggedele med den teknisk beslægtede Golf VI. Udseendet af bilen orienterer sig både ud- og indvendigt stærkt mod den i januar 2010 på NAIAS i Detroit præsenterede konceptbil New Compact Coupé.

## Motorer
Modellen vil ved introduktionen i Europa kunne leveres med fire TSI-benzinmotorer med effekt fra 77 kW (105 hk) til 147 kW (200 hk) og to commonrail-dieselmotorer med effekt på 77 kW (105 hk) og 103 kW (140 hk). Motorerne har alle turbolader og direkte indsprøjtning, og opfylder Euro5-normen. Benzin- og dieselmotorerne med 77 kW vil som ekstraudstyr kunne fås med en BlueMotion Technology-pakke, som ved hjælp af diverse tekniske foranstaltninger nedsætter bilens brændstofforbrug. Med undtagelserne af 1,2-benzinmotoren med 77 kW vil alle motorversioner mod merpris kunne leveres med DSG-gearkasse.